# Simultankyrka
Simultankyrka eller simultaneum betecknar en av flera olika konfessioner gemensamt använd sakral byggnad.
Två exempel är Heliga gravens kyrka i Jerusalem och Födelsekyrkan i Betlehem.